# Paleiskerk
De Paleiskerk of doopsgezinde kerk in Den Haag is een neoromaanse kerk uit 1886 aan de Paleisstraat, vlak bij Paleis Noordeinde.

## Geschiedenis
De Paleisstraat behoort bij het terrein achter Paleis Kneuterdijk, dat aan het begin van de regering van koning Willem III aan de gemeente Den Haag verkocht werd. In dit centraal gelegen gebied werden representatieve woningen en andere gebouwen neergezet. Hierbij behoorde ook de Paleiskerk. De eenbeukige zaalkerk is voor de doopsgezinde gemeenschap ontworpen door de Haagse architect Klaas Stoffels. Zij kwam gereed in 1886. In de puntgevel zit een monumentaal roosvenster. In de zijmuren zijn grote rondboogvensters aangebracht.
In 1964 ondergingen de begane grond (met uitzondering van de noordgevel) en het interieur van de Paleiskerk een grootscheepse modernisering door de architect Sjoerd Schamhart, in een afwijkende 20e-eeuwse bouwstijl. Daarbij werd het kerkorgel uit 1886 van de Leidse orgelbouwer Jan van Gelder, waarvan de kas door architect Stoffels was ontworpen om goed bij de Paleiskerk te passen, verkocht aan de Nederlands-hervormde Sint-Nicolaaskerk in Dwingeloo. Ook de grote, driedelige preekstoel, die net als het kerkgebouw een puntdak had, verdween. Stoelen uit het kerkmeubilair werden overgebracht naar de Doopsgezinde kerk van Zeerijp, waar ze sinds 2006 niet meer aanwezig zijn.  
Voor de buitenkant en de indeling werd de modernisering van 1964 bij de restauratie in 2002 door architect Laurens Vis ongedaan gemaakt. Hij bracht de Paleiskerk zoveel mogelijk terug in de staat van 1886, waarbij de architectonische ruimtewerking en de detaillering van het kerkinterieur zijn hersteld. Er werd toen een klein, modern, in 1967 door Flentrop gebouwd pijporgel opgesteld, dat in 2005 is verbouwd en uitgebreid.

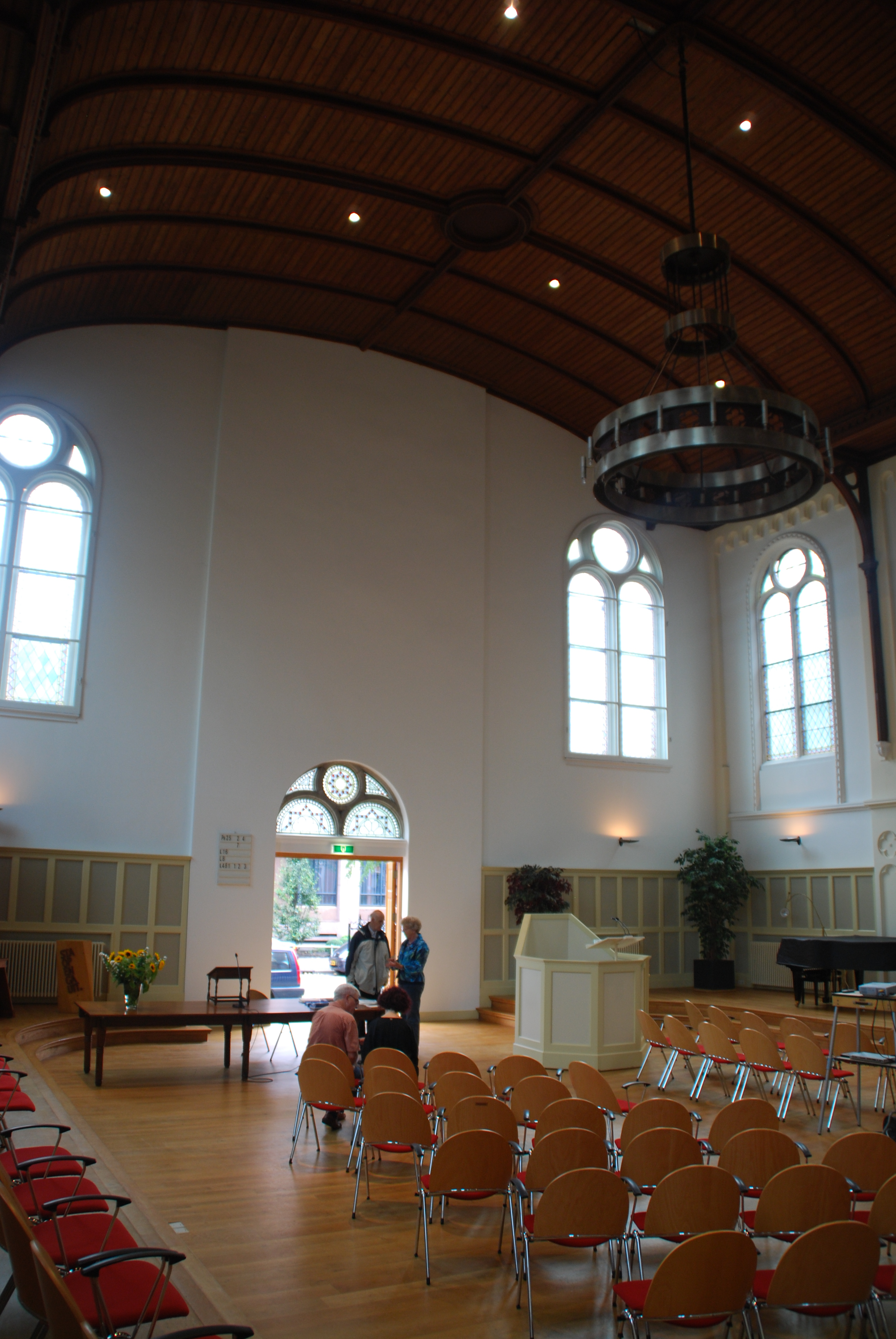
Interieur met toegangsdeur
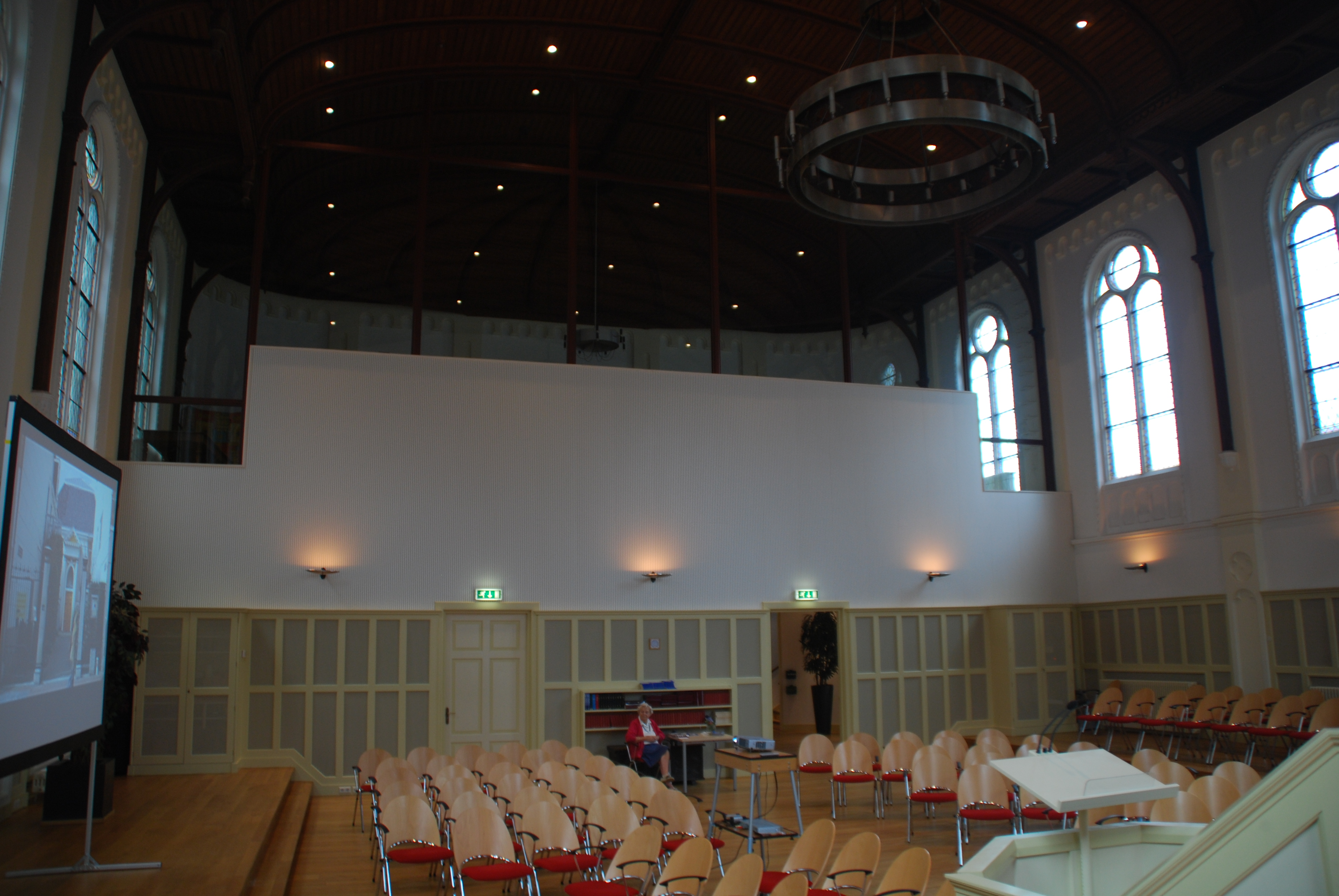
Interieur
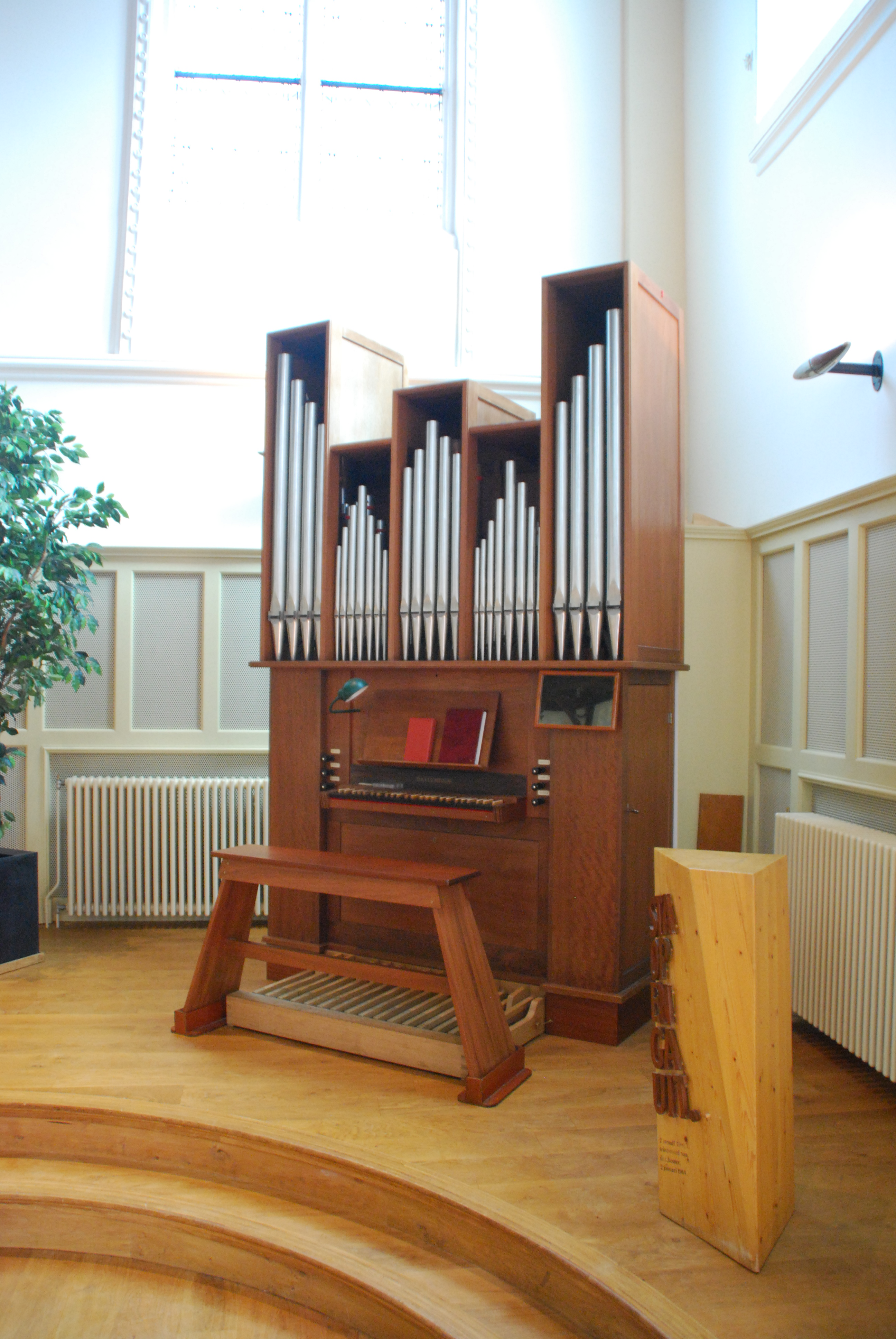
Het Flentrop-orgel
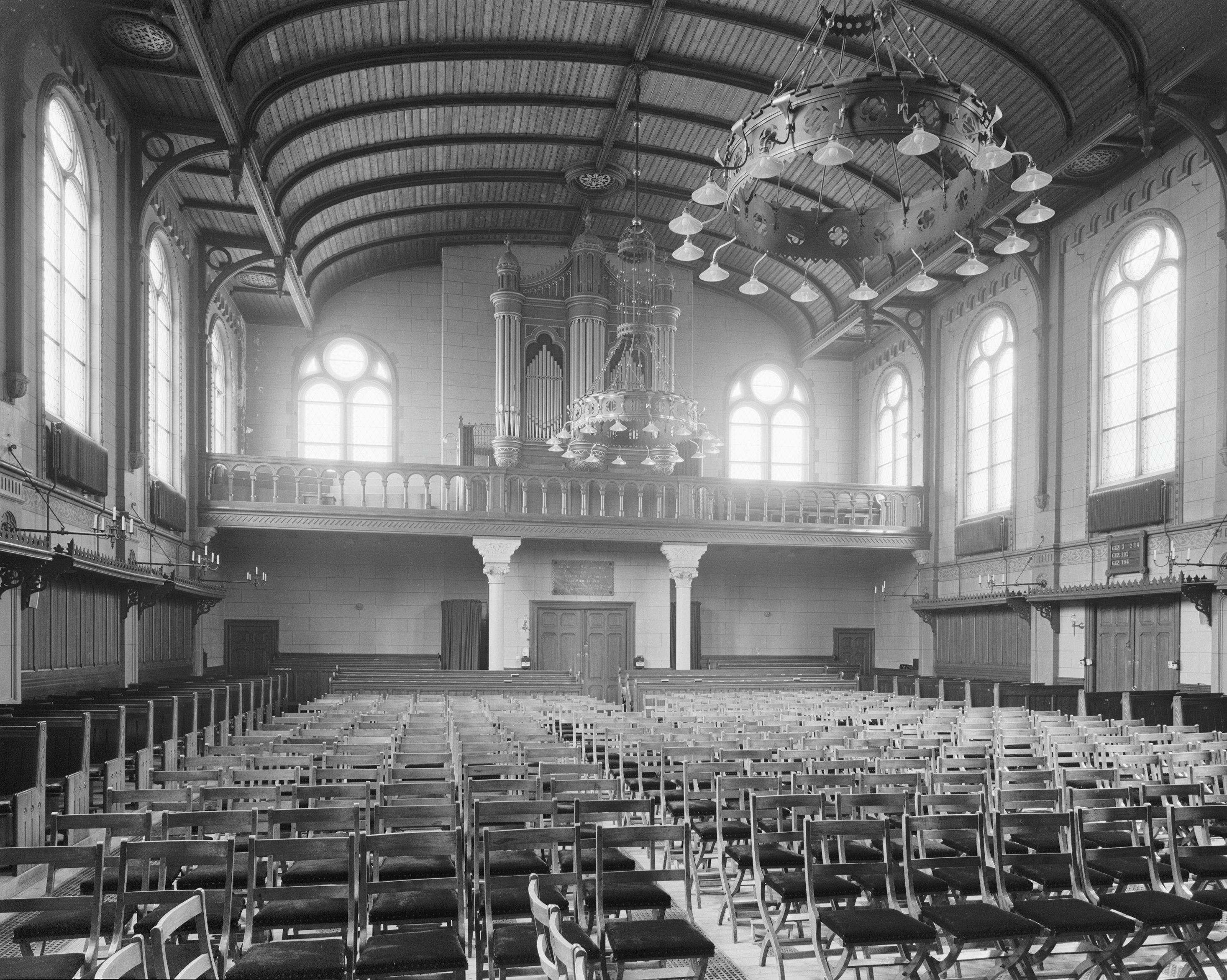
Interieur (voor 1965) met oude orgel
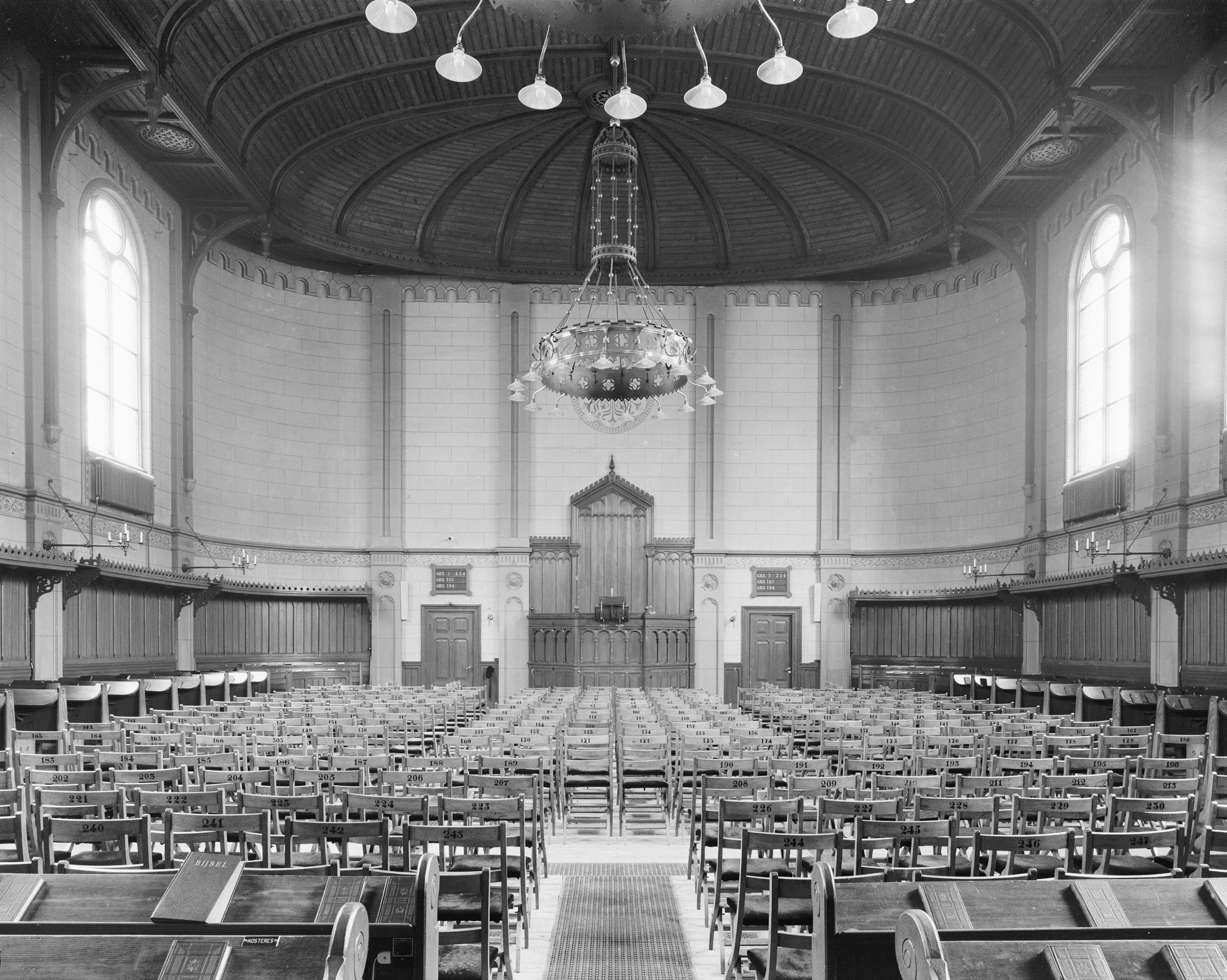
Interieur (voor 1965) met oude preekstoel

## Gebruik
Sinds de restauratie wordt de kerk beheerd door een stichting die de kerk, naast de reguliere kerkdiensten, verhuurt voor huwelijken, concerten, etc. Traditioneel houdt het Louis Couperus Genootschap er in april zijn jaarvergadering.